# Incendio del PCCI del Metro de la Ciudad de México de 2021
El incendio del PCCI (Puesto Central de Control I) del Metro de la Ciudad de México de 2021, ocurrió el sábado, 9 de enero de 2021 a las 05:48 horas en las oficinas del Metro de la Ciudad de México, ubicadas en la alcaldía Cuauhtémoc, Ciudad de México, específicamente en el Puesto Central de Control I, el cual provee de energía y comunicación a un gran número de las líneas que conforman el sistema de transporte mencionado. El saldo fue de 1 persona fallecida y 31 lesionadas, principalmente por intoxicación de humo.
Como consecuencia principal de este accidente, las líneas 1, 2, 3, 4, 5 y 6 del Metro de la Ciudad de México suspendieron su servicio en la totalidad de sus recorridos desde el día del suceso y extendiéndose la suspensión por varios días e incluso semanas; se hicieron reaperturas gradualmente de la siguiente forma:
Las líneas 4, 5 y 6 reanudaron sus labores el 12 de enero de 2021.
La línea 1 fue reabierta al público el 25 de enero de 2021.
La línea 3 reanudó el servicio el 1 de febrero de 2021.
La línea 2 fue puesta en servicio nuevamente el 8 de febrero de 2021.
Cabe mencionar que el servicio continúa con deficiencias en su funcionamiento debido a la naturaleza del acontecimiento y a que se instaló un Puesto Central de Control de emergencia en el patio de las oficinas del Sistema de Transporte Colectivo que no sustituye capacitivamente al siniestrado ni cuenta con un sistema de piloto automático para comunicarse con los trenes; dado lo anterior, se redujo la cantidad de trenes en circulación y se amplió la frecuencia del paso de los mismos entre las estaciones. No obstante, se mantienen servicios de transporte alternos como el Metrobús, el Trolebús y la Red de Transporte de Pasajeros de la Ciudad de México con recorridos habilitados especialmente como apoyo al Metro de la Ciudad de México. Hasta el momento se desconoce la fecha en la que el servicio volverá a operar de manera normal.

## Detalles
El incidente ocurrió a las 05:48 de la mañana (hora local) del 9 de enero de 2021, cuando presuntamente dos transformadores de energía de la subestación eléctrica provocaron un cortocircuito dentro del Puesto Central de Control I (o número 1), lo que de inmediato desencadenó un incendio de proporciones considerables; de inmediato se activó la alarma contra incendios en el sitio y varios trabajadores que ya se encontraban en el lugar intentaron escapar.
Por otra parte, el Metro de la Ciudad de México que para ese momento se preparaba para iniciar el servicio ese día se vio imposibilitado de hacerlo en las líneas 1, 2, 3, 4, 5 y 6; se informó que el servicio quedaría suspendido momentáneamente en tanto se controlaba el incendio en la central y se evaluaban los daños.
Pasajeros que requerían del servicio en esos momentos encontraron dificultades para trasladarse, por lo que la Policía de la Ciudad de México apoyó con el traslado de los mismos en patrullas, en tanto se esperaba un comunicado oficial.

## Consecuencias
El Gobierno de la Ciudad de México anunció la suspensión del servicio de manera indefinida en la totalidad del recorrido de las líneas 1, 2, 3, 4, 5 y 6 debido a que el incendio había provocado daños en el sistema de comunicación de trenes en los recorridos mencionados, además en tanto se investigaban y confirmaban las causas del incidente y se hicieran las reparaciones correspondientes. Este acontecimiento por sí solo representa un hecho inédito en la historia del Metro de la Ciudad de México, ya que desde la inauguración de cada línea nunca se había interrumpido el servicio en la totalidad de sus recorridos.
Una mujer falleció al caer del quinto piso del edificio siniestrado, posteriormente se identificó que era una elemento de la Policía Bancaria e Industrial (PBI).
29 personas fueron rescatadas y trasladadas a distintos hospitales de la Ciudad de México, el rescate concluyó cerca de las 07:00 horas.
2 bomberos fueron atendidos por dificultades para respirar mientras sofocaban el incendio, el suceso incrementó la cifra de lesionados a 31.
La jefa de Gobierno de la Ciudad de México, Claudia Sheinbaum, informó a través de Twitter que el incendio fue controlado a las 08:45 horas.

### Medidas Emergentes
El servicio en las 6 líneas fue apoyado de manera provisional y gratuita con autobuses de la Red de Transporte de Pasajeros de la Ciudad de México (RTP) en ambos sentidos. Continuó el apoyo de traslado de usuarios por parte de la Policía de la Ciudad de México con patrullas, camionetas y camiones de la Secretaría de Seguridad Ciudadana de la Ciudad de México durante varios días.
A pesar del apoyo de autobuses de la RTP y unidades de la policía capitalina, servicios de transporte alternos como el Metrobús se vieron seriamente afectados debido a la alta demanda y saturación registradas en las zonas por las que cada una de las seis líneas del metro fuera de servicio hace su recorrido. No obstante lo anterior, el sistema Metrobús anunció que incrementaría la capacidad de unidades en las líneas 1 a la 6 de su sistema de transporte.
La Comisión Federal de Electricidad anunció la suspensión temporal del servicio eléctrico en las oficinas del Metro de la Ciudad de México como medida de seguridad, esto hasta que puedan hacerse las reparaciones correspondientes y se pueda volver a considerar seguro operar el inmueble, así como la correspondiente reactivación del servicio en las líneas afectadas.
El Trolebús incorporó unidades adicionales en sus troncales que corren por Eje Central Lázaro Cárdenas, como apoyo al Metro de la Ciudad de México, incluidas unidades articuladas de alta capacidad que serán destinadas al uso del trolebús elevado Constitución - Santa Marta. Así mismo la Línea 2 del Corredor Cero Emisiones, Metro Chapultepec - Velódromo extendió su recorrido hasta el Metro Pantitlán con trolebuses con una tecnología que les permite prescindir de la línea aérea de contacto hasta por 70 kilómetros de alcance.
Del mismo modo, autobuses concesionados y microbuses de la ciudad comenzaron a organizar recorridos alternos emergentes con costo de $5.00 MXN por usuario. Así mismo, las rutas que pasen cerca de recorridos similares reforzaron frecuencias, rutas de autobuses y microbuses que originalmente tenían recorridos metropolitanos hacia el Estado de México acudieron al llamado para reforzar frecuencias, así como para crear derroteros alternativos que puedan auxiliar a la población.
Aunque el servicio fue restablecido parcialmente con menor capacidad y control por radio en las líneas 4, 5 y 6 aún se mantiene en estas mismas el servicio con autobuses, debido a los largos intervalos de paso entre las líneas, a falta de comunicación por radio y pilotaje automático; del mismo modo el Estado de México, al formar parte del Zona Metropolitana de la Ciudad de México, incorpora al Mexibus a las medidas de apoyo brindando una ruta alternativa desde la estación del Mexicable Santa Clara en Ecatepec, hacia la estación Buenavista y reforzando frecuencias en las líneas 1, 2 y 3 de este mismo a modo de que la población no se vea afectada, de igual forma empresas concesionadas de este mismo participan aumentando la oferta en derroteros metropolitanos, a modo de apoyo.

## Reinicio de operaciones
El 12 de enero de 2021, tras una serie de protocolos, pruebas de energización y revisiones de equipo, fueron puestas en operación las líneas 4, 5 y 6 del Sistema de Transporte Colectivo a partir de las 05:00 horas.
El 25 de enero de 2021 —tras varias labores de limpieza, la construcción de una subestación eléctrica provisional y pruebas con trenes en vacío— a las 05:00 horas se reanudó el servicio en la Línea 1 con 10 trenes, pero al finalizar el día se contaba con 16 trenes en operación. De acuerdo con el STC, ese día se trasladaron 242 mil usuarios, el mayor número de pasajeros en la Red, equivalente al 15% del total de las personas viajaron en las 10 Líneas activas del Metro.
El 1 de febrero de 2021, fue puesta en marcha nuevamente la línea 3 del metro de manera completa. 
El 8 de febrero de 2021 reanuda el servicio la línea 2. En todos los casos, la frecuencia del paso de los trenes se ajustó en aproximadamente 9 minutos como medida de precaución.
Las líneas 7, 8, 9, A y B no resultaron afectadas, debido a que estas cuentan con un PCC paralelo al siniestrado, denominado PCC 2. Paralelamente a la renovación de la línea 1, también se aprovechara para poder poner un puesto central de control más moderno e inteligente con el fin de que se eficiente y renueve la operación.